# Tanja Pieren
Tanja Pieren (25 maggio 1978) è un'ex sciatrice alpina svizzera.

## Biografia
La Pieren, originaria di Adelboden, in Coppa Europa esordì il 7 febbraio 1997 a Sankt Moritz in discesa libera, senza completare la prova, e conquistò l'unico podio il 2 febbraio 2001 a Piancavallo in supergigante (3ª); in Coppa del Mondo esordì il 16 febbraio dello stesso anno a Garmisch-Partenkirchen in supergigante (29ª), ottenne il miglior piazzamento 7 dicembre 2003 a Lake Louise nella medesima specialità (13ª) e prese per l'ultima volta il via il 25 febbraio 2005 a San Sicario ancora in supergigante (56ª). Si ritirò al termine della stagione 2004-2005 e la sua ultima gara fu lo slalom gigante dei Campionati svizzeri 2005, disputato il 30 marzo a Veysonnaz e chiuso dalla Pieren al 19º posto; in carriera non prese parte a rassegne olimpiche o iridate.

## Palmarès

### Coppa del Mondo
- Miglior piazzamento in classifica generale: 95ª nel 2004

### Coppa Europa
- Miglior piazzamento in classifica generale: 18ª nel 2003
- 1 podio:
  - 1 terzo posto

### Campionati svizzeri
- 2 medaglie:
  - 1 oro (supergigante nel 2003)
  - 1 argento (discesa libera nel 2003)